# Abertam
Abertam ist ein Schafskäse, der ursprünglich aus Abertamy (deutsch Abertham) stammt und bereits früher auch als Abertamer Käse (seinerzeit ein Ziegenkäse) bekannt war.
Er wird heute noch im Nordwesten Böhmens, im Erzgebirge, in der Umgebung von Karlovy Vary, nur in der Weidezeit der Schafe auf den Gipfeln der umgebenden Berge – von Frühling bis im Herbst – in kleinen Mengen für den regionalen Markt hergestellt. Der intensiv schmeckende, harte Käse (45 % F.i.T) wird in Form einer 500 g schweren Kugel angeboten und reift vor dem Verkauf zwei Monate lang.